# K-141 Kursk
El K-141 Kursk (en ruso: Атомная Подводная Лодка «Курск» (АПЛ «Курск»), transl Átomnaya Podvódnaya Lodka Kursk (APL Kursk), es decir, ‘submarino de propulsión atómica Kursk’) fue un submarino de misiles de crucero de propulsión nuclear de la clase Oscar, operado por la Armada de Rusia. 
El 12 de agosto de 2000, el submarino nuclear Kursk naufragó accidentalmente durante un ejercicio naval en el mar de Barents con 118 tripulantes a bordo. La operación de rescate internacional fracasó y no hubo supervivientes. Es considerada la peor catástrofe naval de la historia postsoviética.

## Construcción

Maqueta del Kursk, un submarino nuclear ruso de la clase Oscar.

La construcción del Kursk se inició en 1990 como Proyecto 949A de la clase Antey (del ruso Aнтей, es decir, Anteo) para la Armada de Rusia en los astilleros navales de Severodvinsk, cerca de Arcángel (en el norte de la República Socialista Federativa Soviética de Rusia).
Fue botado el 30 de diciembre de 1994 y formalmente asignado como parte de la Flota del Norte con base en Vidyáyevo, en el óblast de Múrmansk. 
La nave fue bautizada por un sacerdote ortodoxo en 1995. Le fue puesto el nombre de la ciudad rusa Kursk, donde en 1943 se libró la batalla de tanques más grande de la historia, la batalla de Kursk.

## Capacidades

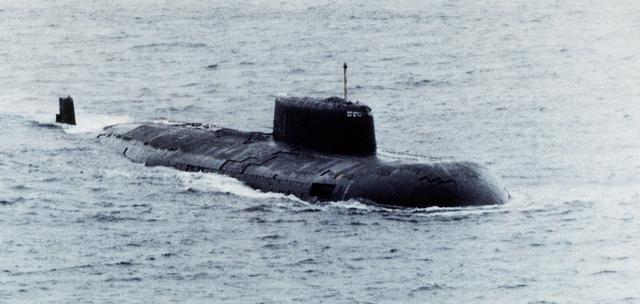
Una imagen de un submarino clase oscar.

Kursk fue la penúltima nave de la clase Oscar, diseñada y aprobada por la Armada Soviética. Pese a que algunos medios lo representan como un submarino único y de los más grandes, en realidad los submarinos de clase Oscar no eran los mayores submarinos, ya que estos eran los clase Akula. Tampoco era especialmente único, puesto que, si bien era de gran tamaño, 155 metros de eslora y cuatro pisos de altura, tan solo de la clase Oscar se construyeron más de una decena de submarinos.
La clase a la que pertenecía este submarino fue calificada como insumergible (sí, esta palabra tiene aplicación en un submarino), gracias a su doble casco o multicasco, innovación que ya estrenaron los clase Akula. El casco externo fue hecho de acero al cromoníquel de 8,5 milímetros de grosor, con una excepcional resistencia a la corrosión.

## Misiones
Con la disolución de la Unión Soviética, toda la flota había experimentado recortes financieros por la falta de fondos. Muchos submarinos habían sido traídos desde los muelles en el mar de Barents y abandonados para oxidarse. Todos excepto el equipo más esencial de primera línea, incluyendo el equipo de búsqueda y rescate, fueron inadecuadamente inspeccionados. 
El fin de la década de los noventa representó el resurgimiento de la flota. En junio de 1999, el Kursk había llevado a cabo una exitosa misión de reconocimiento, cuyo principal objetivo era el espionaje a la Sexta Flota de los Estados Unidos durante la guerra de Kosovo.
El 10 de agosto de 2000, el submarino se incorporó al ejercicio de entrenamiento naval más grande del verano de la nueva Rusia, en el que participaron cuatro submarinos de ataque, aeronaves, el portaaviones Almirante Kuznetsov y el buque insignia de la flota Pyotr Velikiy (Pedro el Grande), así como una flotilla de barcos más pequeños.

## Desastre

### Explosión

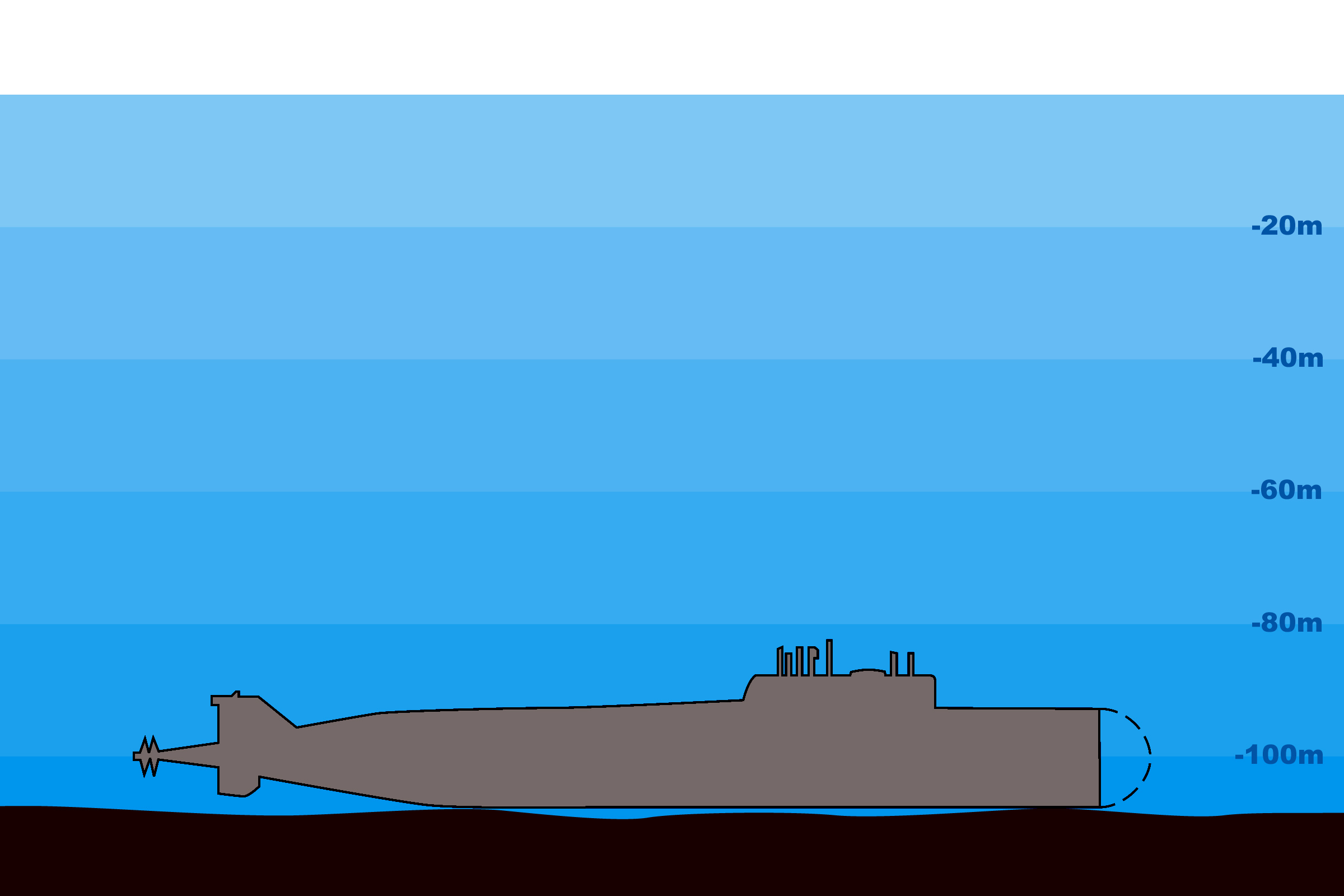
Dibujo que representa el estado del Kursk tras las dos explosiones en la proa, posado en el suelo oceánico. La sección de proa fue totalmente destruida tras las explosiones.

La misión de entrenamiento empezó realmente el 12 de agosto de 2000 por la mañana. Como parte del ejercicio, el Kursk tenía que disparar dos torpedos sin explosivo a un crucero de batalla de la clase Kírov.
Según la versión oficial, basada en los resultados de la investigación de la Fiscalía General, a las 11:28 hora local (7:28 UTC), algo de peróxido de prueba (HTP), una forma muy concentrada de peróxido de hidrógeno usado como propelente para el torpedo, se filtró a través de la herrumbre en la carcasa del torpedo. El HTP reaccionó con cobre y latón en el tubo desde el que se había disparado el torpedo, causando una reacción en cadena que ocasionó una explosión.

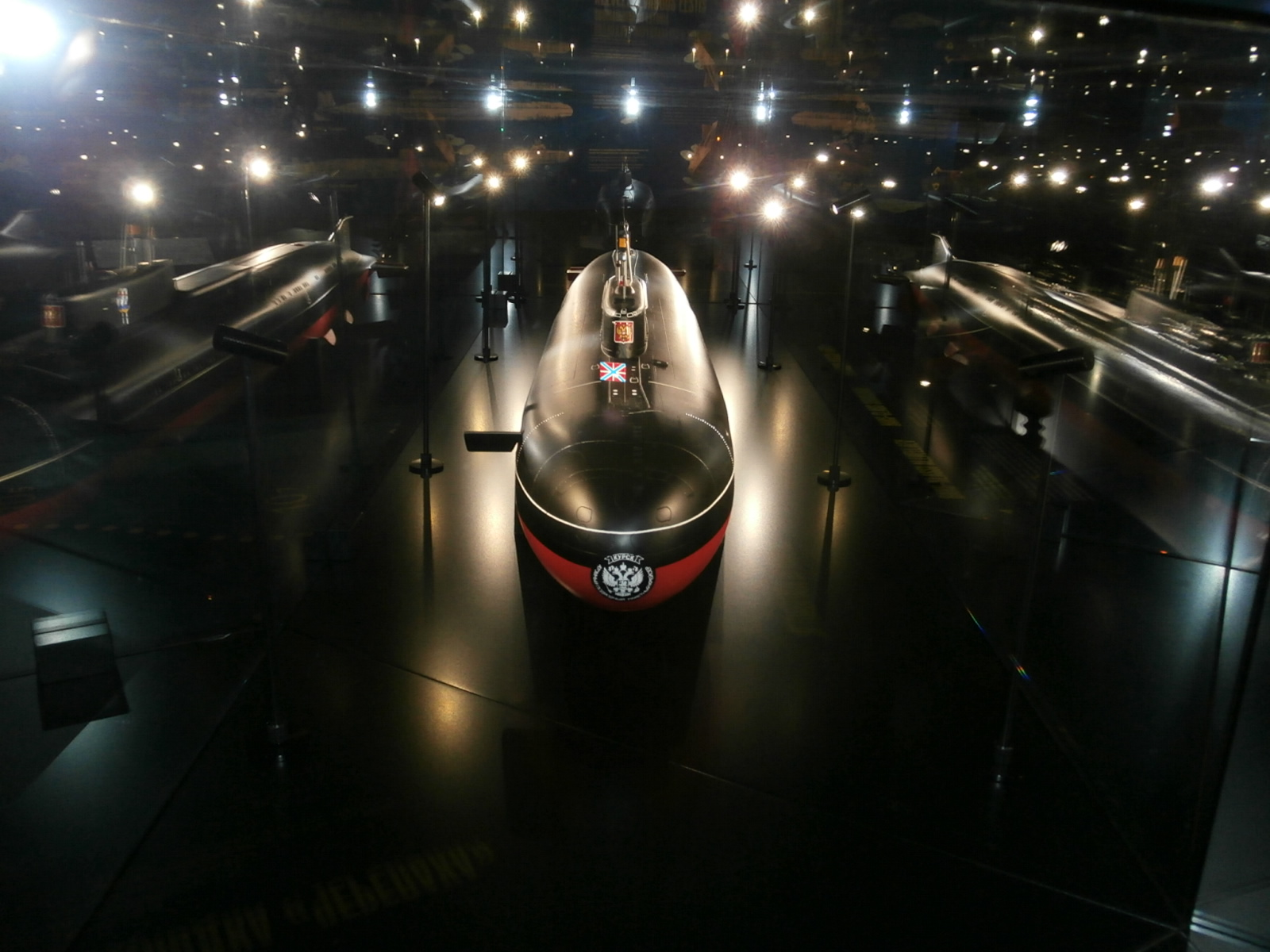
Modelo del K-141 Kursk en el Museo Marítimo Estonio de Tallin (20 de mayo de 2017).

La compuerta estanca que separaba la sala de torpedos del resto del submarino se había dejado abierta antes del disparo. Aparentemente, esta era una práctica común por el exceso de aire comprimido que era expulsado a la sala de torpedos cuando se disparaba un arma. La puerta abierta permitió a la onda expansiva propagarse a través de los dos primeros de los nueve compartimentos en el enorme submarino, probablemente matando a siete hombres en el primer compartimento y al menos hiriendo o desorientando a los 36 hombres del segundo compartimento.
Tras la primera explosión, la onda expansiva se propagó -debido a que el conducto de aire acondicionado era muy ligero- a más compartimentos, incluyendo el puesto de mando, llenándolos de humo y llamas. Después de la explosión, se cree que el capitán intentó ordenar un soplado de emergencia, el cual hace que el submarino ascienda rápidamente a la superficie, pero el humo le venció. La boya de emergencia, diseñada para soltarse del submarino automáticamente cuando se detectan situaciones de emergencia, como un cambio brusco de la presión o fuego, y que debía ayudar a los rescatadores a encontrar el submarino siniestrado, no se desplegó. Había resultado que en el verano anterior, en una misión en el Mediterráneo, los temores de que la boya se desplegara revelando por tanto la posición del submarino a la flota estadounidense, llevaron a desactivarla.

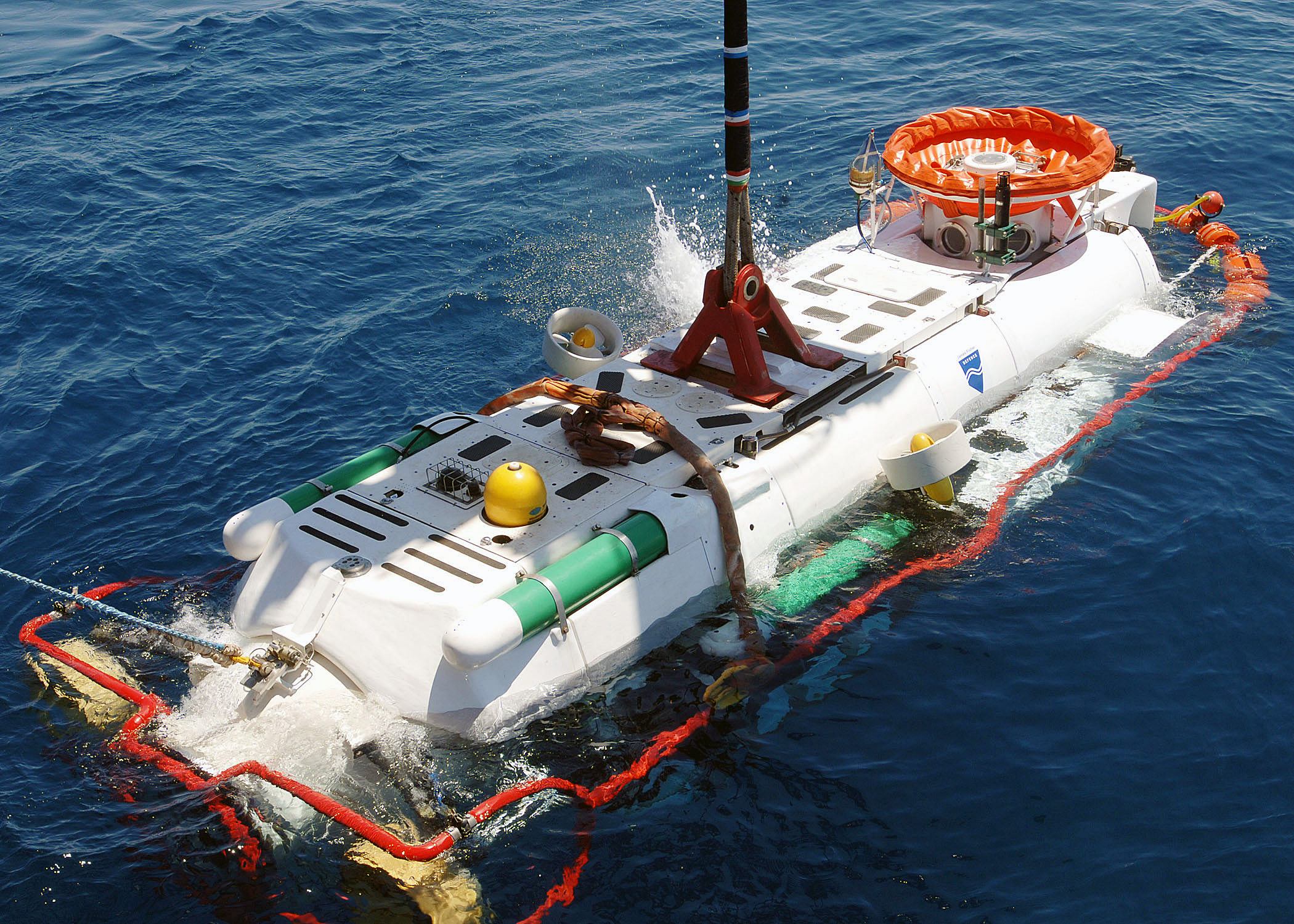
El minisumergible tripulado británico LR5 (20 de junio de 2005). Actualmente, dado de baja por la Marina Real británica.

Dos minutos y quince segundos después de la explosión inicial, tuvo lugar otra mucho más grande. La información sismográfica de las estaciones a lo largo del norte de Europa muestra que la explosión ocurrió a la misma profundidad que el fondo marino, sugiriendo que el submarino había colisionado con el fondo marino, lo que -unido a las crecientes temperaturas debidas a la explosión inicial- ocasionaron la explosión de más torpedos. La segunda explosión fue equivalente a entre 5 y 7 toneladas de TNT, o alrededor de media docena de cabezas de torpedos, y midió 3,5 en la escala de Richter. Tras la segunda explosión, los reactores nucleares se desactivaron de acuerdo al diseño del proyecto, el cual tenía como función, el de evitar un desastre nuclear. Esta precaución, fue tan eficaz, que evito el estallido de ellos,  a pesar de que la onda expansiva fue suficiente, como para casi destruir los reactores.
La segunda explosión abrió un agujero de 2 m² en el casco del navío, que había sido diseñado para soportar profundidades de un kilómetro. La explosión también dejó abiertos el tercero y el cuarto compartimento. El agua entró en estos compartimentos a razón de 90 000 litros por segundo, matando a todos los que se encontraban en su interior, entre ellos a cinco oficiales de los cuarteles de la 7.ª División. El quinto compartimento contenía los reactores nucleares del submarino, protegidos por 13 cm de acero. El mamparo del quinto compartimento resistió la explosión, haciendo que las barras de control nucleares se mantuvieran en su lugar y evitando un desastre nuclear.

### Intentos de rescate
El 13 de agosto, se emite un informe oficial que indica que "el navío se encuentra en el fondo del mar".
El 14 de agosto, dos días después del accidente, la Armada rusa inspecciona el exterior del submarino y transciende por primera vez a los medios de comunicación que el submarino tiene problemas.
El 15 de agosto, fallan los primeros intentos de rescate con tres minisumergibles rusos. Uno de ellos sufre daños por una fuerte tormenta y tiene que repararse, y los otros dos continúan intentándolo con un mar muy difícil.
La Armada rusa intentó al principio mantener en secreto la tragedia. Sin embargo, a medida que pasaban los días, los familiares de los marineros y oficiales del Kursk empezaron a presionar públicamente por la suerte de sus seres queridos. Finalmente se reconoció que había ocurrido una calamidad.
El 16 de agosto, la Armada no escucha más señales de vida del interior del submarino. El presidente Putin se ve obligado a dar la orden de aceptar la ayuda extranjera después de hablar con el presidente estadounidense Bill Clinton.

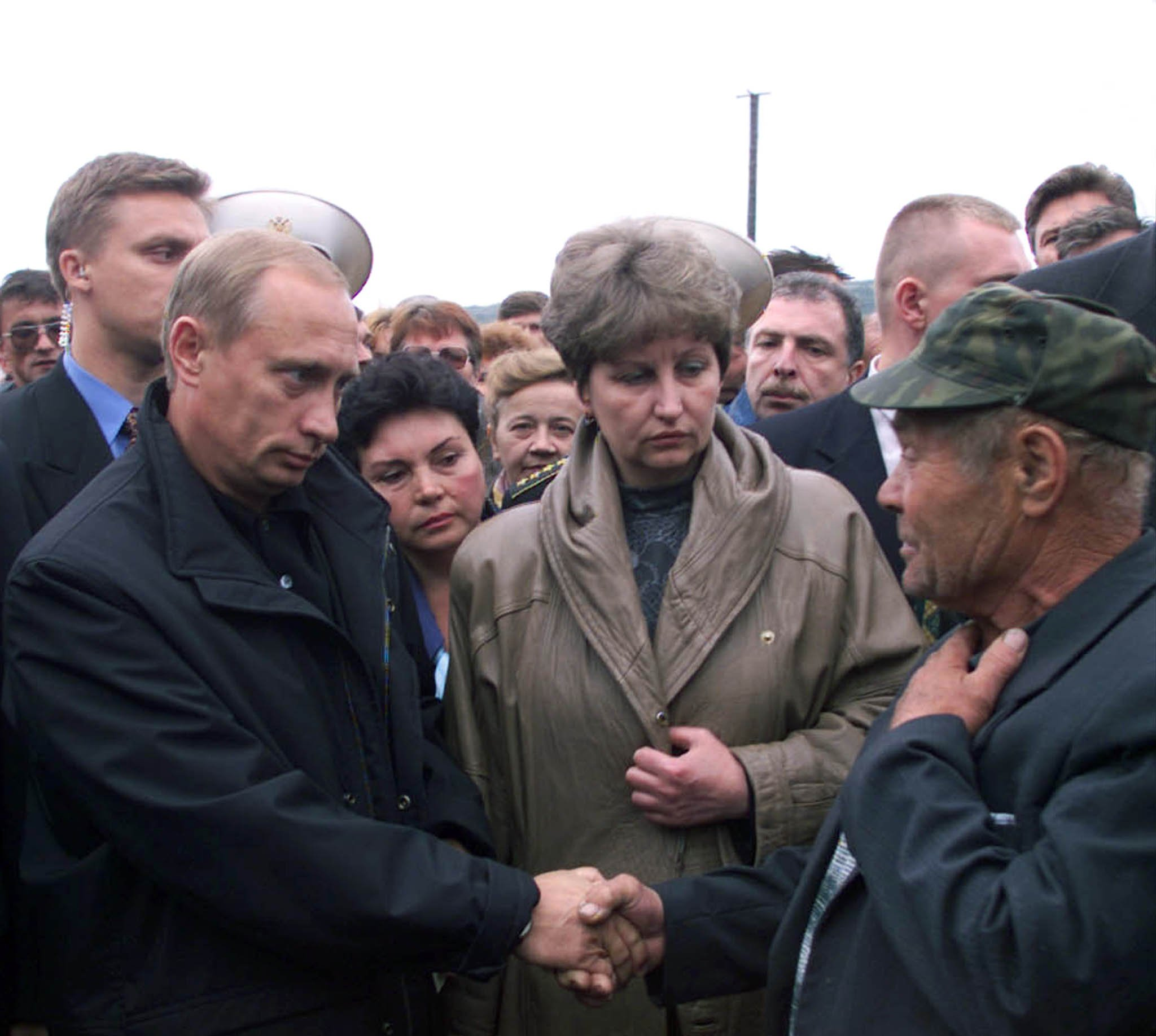
El presidente Putin con familiares del Kursk en Vidyáyevo, Óblast de Múrmansk (22 de agosto de 2000).

El 19 de agosto, el Gobierno ruso informa a los familiares que se descarta que haya supervivientes. El patriarca ortodoxo, Alejo II, preside un oficio religioso para pedir el milagro en la catedral Cristo Salvador de Moscú, el mayor templo de Rusia. Al anochecer, llega a la zona del desastre el buque noruego Normand Pioneer con 27 buzos especialistas y un minisumergible -el LR5-, todos ellos del Reino Unido. De noche se incorpora otro buque noruego, el Seaway Eagle, con otros doce buzos noruegos.
El 20 de agosto, buzos noruegos inspeccionan el exterior del Kursk. Inicialmente se llegó a pensar que en la zona trasera del submarino podría haber aún supervivientes, pero al hacer las pruebas en las compuertas, se reveló que su interior estaba inundado. 
El 21 de agosto, los buzos consiguen entrar en el submarino inundado. Pese a los intentos de rescate hechos por equipos británicos y noruegos, comprueban, mediante una retransmisión televisiva, que todos los marineros y oficiales a bordo del Kursk habían fallecido. 
El submarino se reflotó finalmente el 8 de octubre de 2001.

## Supervivientes

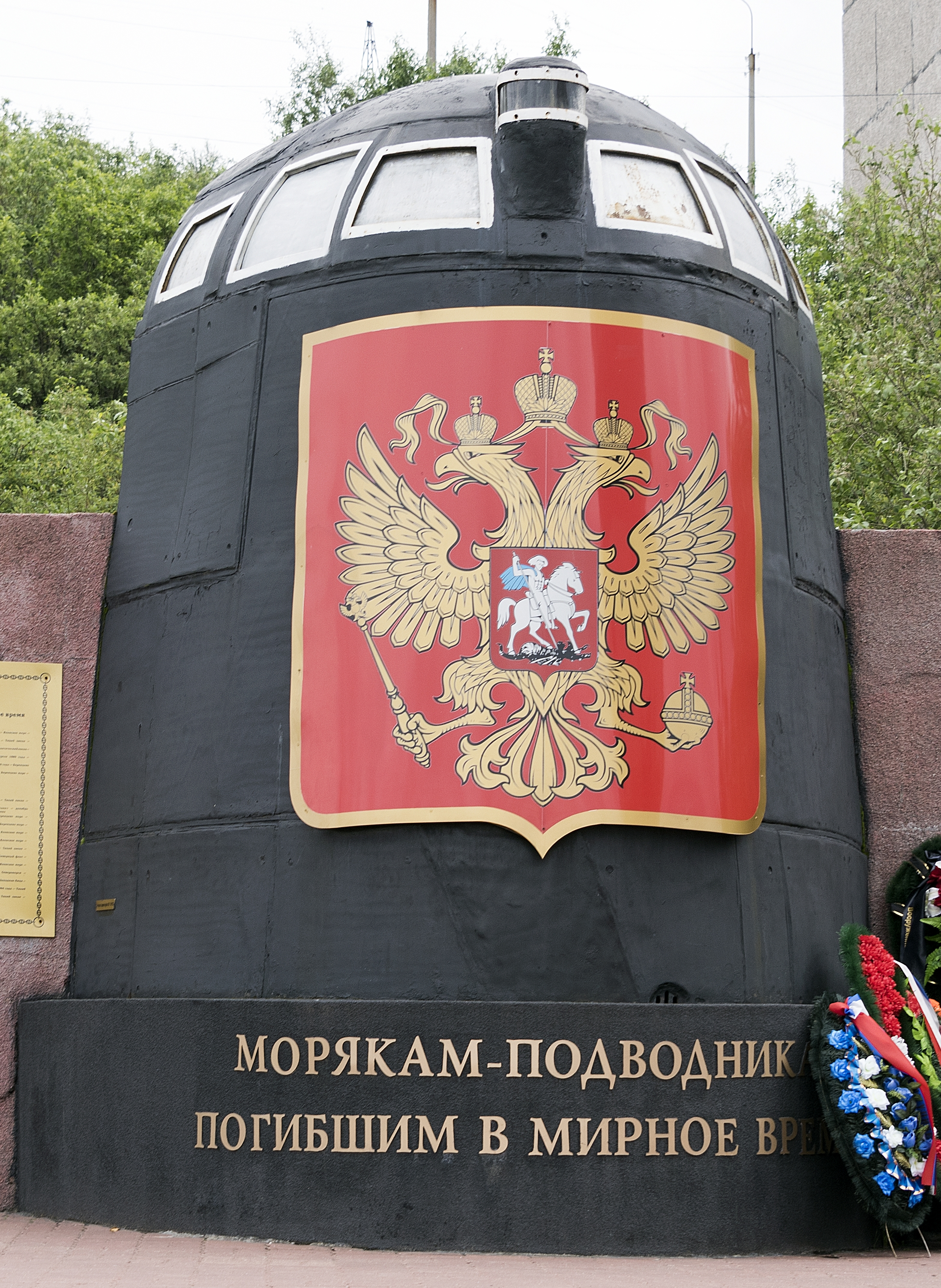
Memorial "A los marineros, fallecidos en tiempo de paz", construido en Múrmansk, que incluye partes recuperadas de la vela del submarino Kursk (2015).

Las primeras investigaciones sugerían que la mayor parte de la tripulación habría muerto unos minutos después de la explosión. Pero otras investigaciones demuestran que muchos supervivientes se refugiaron en la parte trasera del submarino cuatro horas después del accidente.
Las notas dejadas por los supervivientes de la parte trasera demuestran que al menos 16 de ellos se refugiaron en las partes estancas de popa comandados por el capitán teniente Dmitri Kolésnikov. No se sabe cuánto tiempo (horas o días) vivieron los supervivientes. Según la investigación oficial, apenas unas 6-8 horas, aunque otros investigadores creen que llegaron a vivir hasta 2-3 días después de las explosiones. A medida que el agua subía, se declaró un incendio en el interior y murieron asfixiados. Esto se debió a que los superviviententes llevaban cartuchos de superóxido de potasio (un generador químico de oxígeno), utilizado para absorber dióxido de carbono y liberar químicamente oxígeno durante una emergencia. Sin embargo, el cartucho se contaminó con agua de mar (probablemente por un descuido debido a la baja visibilidad en el compartimiento y los nervios) y la reacción química resultante provocó un incendio repentino que consumió el oxígeno disponible. La investigación mostró que algunos hombres sobrevivieron temporalmente al fuego sumergiéndose bajo el agua, ya que las marcas de fuego en los mamparos indicaron que el agua estaba al nivel de la cintura en ese momento. Finalmente, la tripulación restante murió quemada o por asfixia.
El marinero Kolésnikov dejó varias notas escritas: “13.15. Todos los tripulantes de los compartimentos sexto, séptimo y octavo pasaron al noveno. Hay 23 personas aquí. Tomamos esta decisión como consecuencia del accidente. Ninguno de nosotros puede subir a la superficie. Escribo a ciegas”. “Parece que no tenemos grandes posibilidades. Un 10 o 20%”, es la última entrada escrita el 12 de agosto, a las 15:15 (cuatro horas después de la explosión). Algunas versiones no oficiales dicen que estos tripulantes habrían logrado sobrevivir hasta seis días después de la tragedia. La versión oficial dice que esto no hubiera sido posible.

## Recuperación
El Kursk fue reflotado por un equipo holandés de la empresa MAMMOET que usó la barcaza Gigante-4, y fueron recuperados 115 cadáveres de los 118 tripulantes muertos. 
Oficiales rusos negaron rotundamente que el submarino llevara ojivas nucleares.
Cuando el submarino fue reflotado en 2001, se temía que, al mover la estructura, ésta explotara debido a los explosivos que aún se encontraban dentro. Con la ayuda del pontón Gigante-4, el remolcador oceánico de Singapur remolcó el Kursk hasta el puerto de Roslyakovo. Allí, el 23 de octubre de 2001, fue dejado en el dique flotante PD-50 y más tarde desguazado.
Los reactores de la nave fueron llevados a la bahía de Sayda, al norte de la península de Kola, y desactivados en 2003.
Se erigieron dos monumentos en honor a los marineros muertos en la tragedia: uno en Moscú y otro en la base Vidyáyevo.

## Cultura
En 2018, se filmó la película homónima Kursk dirigida por Thomas Vinterberg, en la que se narra la tragedia del submarino.